# Leptolepidium duthiei
Leptolepidium duthiei là một loài thực vật có mạch trong họ Adiantaceae. Loài này được (Baker) X.C. Zhang & G.M. Zhang mô tả khoa học đầu tiên năm 2002.